# C'est dur d'être un homme : L'Américain
Série C'est dur d'être un homme
C'est dur d'être un homme : Tora-san ange gardien
(1979) C'est dur d'être un homme : Okinawa mon amour
(1980)
Pour plus de détails, voir Fiche technique et Distribution.
C'est dur d'être un homme : L'Américain (男はつらいよ 寅次郎春の夢, Otoko wa tsurai yo: Torajirō haru no yume) est un film japonais réalisé par Yōji Yamada et sorti en 1979. C'est le 24e film de la série C'est dur d'être un homme.

## Fiche technique
- Titre : C'est dur d'être un homme : L'Américain[1]
- Titre original : 男はつらいよ 寅次郎春の夢 (Otoko wa tsurai yo: Torajirō haru no yume?)
- Réalisation : Yōji Yamada
- Scénario : Yōji Yamada, Leonard Schrader (en), Yoshitaka Asama et Tomio Kuriyama (ja)
- Photographie : Tetsuo Takaha (ja)
- Montage : Iwao Ishii (ja)
- Musique : Naozumi Yamamoto
- Décors : Mitsuo Degawa
- Producteur : Kiyoshi Shimazu
- Société de production : Shōchiku
- Pays de production :  Japon
- Langue originale : japonais
- Format : couleur — 2,35:1 — 35 mm — son mono
- Genres : comédie dramatique ; romance
- Durée : 104 minutes[2] (métrage : huit bobines - 2 851 m[2])
- Dates de sortie :
  - Japon : 28 décembre 1979[2]

## Distribution
- Kiyoshi Atsumi : Torajirō Kuruma / Tora-san
- Chieko Baishō : Sakura Suwa, sa demi-sœur
- Masami Shimojō (ja) : Ryūzō Kuruma, son oncle
- Chieko Misaki (ja) : Tsune Kuruma, sa tante
- Gin Maeda (en) : Hiroshi Suwa, le mari de Sakura
- Hayato Nakamura : Mitsuo Suwa, le fils de Sakura et de Hiroshi
- Kyōko Kagawa : Keiko Takai, la mère de Megumi
- Hiroko Hayashi (ja) : Megumi Takai, la professeure d'anglais de Mitsuo
- Herb Edelman : Michael Jordan / Maiko
- Hiroshi Inuzuka (ja) : Shigeru, le charpentier, un ami d'enfance de Tora-san
- Yasukiyo Umeno (ja) : Kensaku Yanagida
- Yoshio Yoshida (ja) : le directeur de la troupe de théâtre
- Mari Okamoto (ja) : Sayuri Ōzora, sa fille
- Taiji Tonoyama : vieil homme dans la salle de spectacle
- Hisao Dazai (ja) : Umetarō Katsura, le voisin imprimeur
- Gajirō Satō (ja) : Genko
- Chishū Ryū : Gozen-sama, le grand prêtre

## Distinctions
Kiyoshi Atsumi et Chieko Baishō sont nommés respectivement pour le prix du meilleur acteur et pour celui de la meilleure actrice dans un second rôle pour les deux films de la série C'est dur d'être un homme sortis en 1979, C'est dur d'être un homme : Tora-san ange gardien et C'est dur d'être un homme : L'Américain, lors des Japan Academy Prize de 1980.